# Townsend (Montana)
Townsend és una població dels Estats Units a l'estat de Montana. Segons el cens del 2000 tenia 1.867 habitants.

## Demografia
Segons el cens del 2000, Townsend tenia 1.867 habitants, 786 habitatges, i 507 famílies. La densitat de població era de 453,4 habitants per km².
Dels 786 habitatges en un 26,6% hi vivien nens de menys de 18 anys, en un 52,2% hi vivien parelles casades, en un 8,1% dones solteres, i en un 35,4% no eren unitats familiars. En el 32,2% dels habitatges hi vivien persones soles el 16,5% de les quals corresponia a persones de 65 anys o més que vivien soles. El nombre mitjà de persones vivint en cada habitatge era de 2,32 i el nombre mitjà de persones que vivien en cada família era de 2,89.
Per edats la població es repartia de la següent manera: un 23,7% tenia menys de 18 anys, un 6,5% entre 18 i 24, un 23,7% entre 25 i 44, un 23,5% de 45 a 60 i un 22,5% 65 anys o més.
L'edat mediana era de 43 anys. Per cada 100 dones de 18 o més anys hi havia 100,6 homes.
La renda mediana per habitatge era de 26.820 $ i la renda mediana per família de 32.679 $. Els homes tenien una renda mediana de 26.859 $ mentre que les dones 19.375 $. La renda per capita de la població era de 13.674 $. Aproximadament el 10,1% de les famílies i el 13,2% de la població estaven per davall del llindar de pobresa.

## Poblacions més properes
El següent diagrama mostra les poblacions més properes.